# Elecciones presidenciales de Portugal de 2021
Las elecciones presidenciales de Portugal de 2021 se celebraron el 24 de enero de ese año. El presidente Marcelo Rebelo de Sousa ganó un segundo mandato presidencial con el 60,7 % de los votos.

## Antecedentes
Marcelo Rebelo de Sousa fue elegido en enero de 2016 con el 52 % de los votos en la primera vuelta. Prestó juramento el 9 de marzo de 2016 y, desde entonces, ha cohabitado con el primer ministro socialista António Costa.
En Portugal, el presidente es el jefe de Estado y tiene poderes mayoritariamente ceremoniales. Sin embargo, el presidente tiene cierta influencia política y puede disolver el Parlamento de Portugal si se produce una crisis. El presidente también tiene una residencia oficial en el Palacio de Belém en Lisboa.

## Sistema electoral
Según la ley portuguesa, un candidato debe recibir la mayoría de los votos (el 50 % más un voto) para ser elegido. Si ningún candidato logra la mayoría en la primera vuelta, se debe realizar una segunda vuelta electoral (celebrada entre los dos candidatos que recibieron la mayoría de los votos en la primera vuelta).
Para presentarse a las elecciones, cada candidato debe reunir 7500 firmas de apoyo un mes antes de las elecciones y presentarlas ante el Tribunal Constitucional de Portugal. El Tribunal Constitucional certifica las candidaturas que cumplen con los requisitos para aparecer en la boleta. El mayor número de candidaturas aceptadas fue de diez en 2016.
Los votantes también pudieron votar anticipadamente, lo que sucedió una semana antes del día de las elecciones, el 17 de enero de 2021. Los votantes tuvieron que registrarse para poder emitir un voto anticipado entre el 10 y el 14 de enero, y se inscribieron un total de 246.880 votantes. El 17 de enero, 197.903 votantes (80,16% de los votantes que se registraron) emitieron un voto anticipado.

## Candidatos
- Ana Gomes, diplomática y ex eurodiputada del Partido Socialista (2004-2019). No obstante, Gomes no recibió el apoyo oficial del PS[3] a pesar de su militancia;[4][5]
- André Ventura, líder de Chega! (CH) y diputado de la Asamblea de la República desde 2019;[6]
- João Ferreira, candidato del Partido Comunista Portugués (PCP), eurodiputado desde 2009;[7]
- Marcelo Rebelo de Sousa, Presidente de la República desde 2016;[8][9]
- Marisa Matias, eurodiputada del Bloque de Izquierda (BE) (desde 2009); candidata presidencial en 2016, obtuvo el tercer lugar con el 10% de los votos;[10]
- Tiago Mayan Gonçalves, candidato de la Iniciativa Liberal (IL);[11][12]
- Vitorino Silva, líder de Reaccionar, Incluir, Reciclar (RIR); candidato presidencial en 2016, obtuvo el sexto lugar con el 3.3% de los votos.[13][14]

## Encuestas
- La primera encuesta realizada en septiembre por ICS/ISCTE muestra que el actual presidente Marcelo Rebelo de Sousa que todavía no ha presentado su candidatura, ganaría con el 65 % de los votos.
- En segundo lugar quedaría Ana Gomes con el 12 %.
- En el tercero estaría el líder del partido Chega! con el 8 % André Ventura que amenazó en renunciar si quedaba atrás de Ana Gomes.
- En el cuarto lugar estaría Marisa Matias con el 7 %.
- João Ferreira quedaría 5.º en las elecciones con el 6 %.

801 entrevistas válidas. Margen de error máxima de +/- 3,5 % con un nivel de confianza del 95 %.

## Resultados

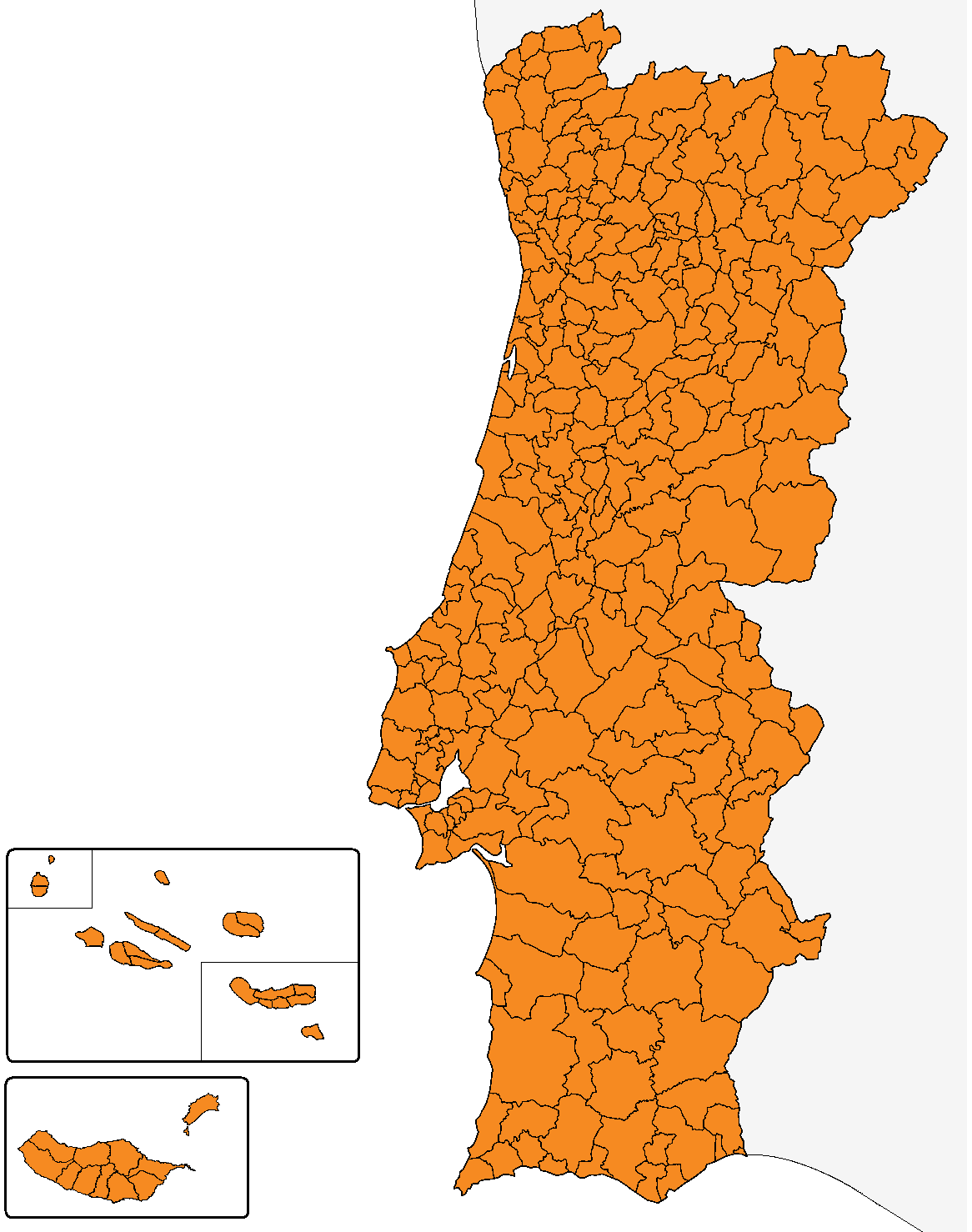
Mayoría por municipio

| Candidato                 | Candidato                 | Apoyo político            | 1.ª vuelta | 1.ª vuelta |
| Candidato                 | Candidato                 | Apoyo político            | Votos      | %          |
| ------------------------- | ------------------------- | ------------------------- | ---------- | ---------- |
|                           | Marcelo Rebelo de Sousa   | PPD/PSD, CDS-PP           | 2 533 799  | 60.70      |
|                           | Ana Gomes                 | PAN, LIVRE                | 541 345    | 12.97      |
|                           | André Ventura             | Chega!                    | 496 653    | 11.90      |
|                           | João Ferreira             | PCP, PEV                  | 180 473    | 4.32       |
|                           | Marisa Matias             | B.E., MAS                 | 164 731    | 3.95       |
|                           | Tiago Mayan Gonçalves     | IL                        | 134 427    | 3.22       |
|                           | Vitorino Silva            | R.I.R.                    | 122 743    | 2.94       |
| Votos nulos               | Votos nulos               | Votos nulos               | 87 038     | 2.04       |
| Total                     | Total                     | Total                     | 4 261 209  | 100        |
| Registrados/Participación | Registrados/Participación | Registrados/Participación | 10 791 490 | 39.49      |
| Fuente                    | Fuente                    | [ 15 ]                    | [ 15 ]     | [ 15 ]     |